# Урубко Денис Вікторович
Денис Вікторович Урубко (29 липня 1973 у місті Невинномиськ, Ставропольський край РСФСР) — видатний висотний альпініст, майстер спорту міжнародного класу, «Сніговий барс» (за один сезон 1999), «Золотий льодоруб Азії»-2006 (за першопрохід на Манаслу), володар альпіністського Оскару — Eiger Award 2009, неодноразовий чемпіон СНД у висотному, технічному, висотно-технічному і зимовому класах. Перший альпініст СНД, що без застосування кисню підкорив головні вершини всіх 14 восьмитисячників планети (протягом 2000—2009 років) і його сходження були офіційно підтверджені.

## Біографія
Народився 29 липня 1973 у місті Невинномиськ (Ставропольський край РСФСР), лейтенант МО Республіки Казахстан (з 10 травня 2009 г.), ЦСКА, Алмати, Казахстан.
12 лютого 2015 року у Вроцлаві Денис Урубко за допомогою своїх польських друзів — альпіністів (депутат Європарламенту Януш Онишкевич, Кшиштоф Велицький, Богдан Янковський, Януш Маєр, Богуслав Магрело та ін.) отримав польське громадянство.

## Восьмитисячники Дениса Урубко
Денис був 15-м за ліком, хто одержав неофіційний титул альпінізму — «Корону Землі» за підкорення всіх 14-ти восьмитисячників планети, і 8-м — хто виконав ці сходження без застосування кисню.
Разом з італійським альпіністом Сімоне Моро
- травень 2000 — Еверест (8848 м), класичний маршрут з Південного сідла.
- травень 2001 — Лхоцзе Головна (8516 м), класичний маршрут північно-західним схилом.

У складі казахстанської експедиції
- серпень 2001 — Гашербрум I (8068 м), класичний маршрут через японський кулуар.
- серпень 2001 — Гашербрум II (8035 м), класичний маршрут з південного заходу, піднявся соло за 7 год. 30 хв. і побив рекорд Анатолія Букрєєва 1997 року.
- травень 2002 — Канченджанга Головна (8586 м), класика з південного заходу.
- жовтень 2002 — траверс Шиша Пангма Центральна (8008 м) — Шиша Пангма Головна (8027 м), класичний маршрут з півночі, з китайського боку.
- червень 2003 — Нанга Парбат (8125 м), за маршрутом Кінсхофера.
- липень 2003 — Броуд-пік (8047 м), класичний маршрут австрійським шляхом, соло.

Разом із Сімоне Моро
- 30 травня 2004 — Аннапурна I (8091 м, нічне соло північним схилом за французьким маршрутом.

У парі з Сергієм Самойловим
- липень 2005 — знову Броуд-пік (8047 м), першопроходження по південно-західній стіні в альпійському стилі, категорія 6Б (номінація «Золотий льодоруб» — 2005 року).
- 2006, двічі на Манаслу (8163 м), 24 квітня — класичний маршрут та 5 травня — першопроходження північно-східним схилом в альпійському стилі, категорія 6А (отримали «Золотий льодоруб Азії — 2006»).
- 2 травня 2007 — Дхаулагірі (8167 м), класичний маршрут, соло.
- 2 жовтня 2007 — Чогорі (K2) (8611 м), північна сторона, японський маршрут (номінація на «Золотий льодоруб Азії — 2007»).

Разом із Сімоне Моро
- 9 лютого 2009 — Макалу (8481 м), перше зимове сходження (отримали альпіністський Оскар — престижну нагороду Eiger Award 2009).

Разом із Борисом Дедешко
- 11 травня 2009 — Чо-Ойю (8201 м), першопроходження по південно-східній стіні) — останній з 14 восьмитисячників світу, підкорених Денисом Урубко (за цей новий маршрут пара отримала два призи: «Золотий льодоруб Азії-2009» і всесвітній Золотий льодоруб-2010.

## Цікаві факти
- Денис Урубко в дитинстві мав алергічну астму (можливо, через наявність у невеликому Невинномиську двох великих хімічних підприємств), що стало причиною переїзду сім'ї на Далекий Схід, у Південно-Сахалінськ, до тайги та моря. Тим більш дивовижне сходження Урубко без використання кисню на всі гімалайські восьмитисячники. Для альпінізму Денис став тим же, ким Ленс Армстронг для велосипедного спорту.
- Напередодні сходження на Лхоцзе 2001 року Денис відгукнувся на прохання про допомогу та врятував життя польської альпіністки Анни Червінські[4].